# Sara Quadrelli
Sara Quadrelli (28 agosto 1997) è una calciatrice italiana, di ruolo difensore.

## Palmarès
- Campionato italiano di Serie B: 1

San Zaccaria: 2013-2014